# William West (Botaniker)
William West (* 22. Februar 1848 in Woodhouse Moor, Leeds; † 14. Mai 1914) war ein britischer Botaniker. Sein offizielles botanisches Autorenkürzel lautet „West“.

## Leben und Wirken
West war zunächst ab 1872 Apotheker in Bradford und ab 1886 Lecturer für Botanik am Bradford Technical College. Er war Sekretär der Abteilung Botanik der Yorkshire Naturalists Union und 1899 deren Präsident.
Er war ab 1887 Fellow der Linnean Society of London.
Er befasste sich mit Moosen, Flechten, Rosen und trug zur Flora von West-Yorkshire von Frederic Arnold Lees (1888) bei, war aber insbesondere Spezialist für Süßwasser-Algen, wobei er mit seinem Sohn George Stephen West zusammenarbeitete. Beide verfassten eine vierbändige Monographie über Zieralgen (Desmidiaceae) für die Ray Society.
Er war verheiratet und hatte zwei Söhne und eine Tochter. Seine Söhne William West junior (1875–1901) und George Stephen West waren auch Botaniker.

## Ehrungen
Nach ihm benannt sind die Algengattungen Westella De Wild. und Westellopsis C.C.Jao.

## Schriften
- mit George Stephen West: A monograph of the British Desmidiaceae, 4 Bände, Ray Society 1904, 1905, 1908, 1912 (Band 5 erschien 1923 mit N. Carter als Autor)